# The River Niger (film)
Pour plus de détails, voir Fiche technique et Distribution.
 The River Niger est un film américain réalisé par Krishna Shah sorti en 1976.

## Fiche technique
- Titre original : The River Niger
- Réalisation : Krishna Shah
- Scénario : Krishna Shah, d'après la pièce The River Niger de Joseph A. Walker
- Producteur : Sidney Beckerman
- Musique : War
- Pays :  États-Unis
- Langue originale : anglais
- Genre : drame
- Durée : 105 min
- Date de sortie : 4 avril 1976

## Distribution
- Shirley Jo Finney
- Cicely Tyson
- James Earl Jones
- Louis Gossett
- Glynn Turman
- Jonelle Allen
- Roger Mosley
- Ralph Wilcox
- Teddy Wilson